# Citizen (Band)
Citizen ist eine 2009 gegründete Alternative-Rock-/Emo-/Shoegazing-Band aus Toledo, Ohio.

## Geschichte
Citizen wurde im Jahr 2009 in Toledo im US-Bundesstaat Ohio gegründet. Die Gruppe besteht aus Sänger Mat Kerekes, den beiden Gitarristen Nick Hamm und Ryland Oehlers, sowie aus dem Bassisten Eric Hamm und Schlagzeuger Jake Duhaime. Zu der Zeit der Bandgründung waren die Musiker noch Schüler an der Highschool.
Die Debüt-EP Young States veröffentlichte das Quintett im Jahr 2012. Es folgte ein Plattenvertrag bei Run for Cover Records, worüber das Debütalbum Youth veröffentlicht wurde. Es stieg am 19. Juni 2013 auf Platz 171 in den US-Albumcharts ein. Es folgte ein Auftritt auf der kompletten Warped Tour. Es folgten Tourneen mit The Story So Far, Tonight Alive, Man Overboard, Defeater, Modern Baseball, Real Friends und The Wonder Years. Im September und Oktober 2014 spielte die Gruppe ihre erste Headliner-Tournee. Als Vorgruppen wurden You Blew It!, True Love und Hostage Calm bestätigt.

## Stil
Die Musik wird als eine Mischung aus punkigem Emo, Indie-Rock und sogar Metal beschrieben. Laut Allmusic handele es sich bei Citizen um eine Post-Hardcore-Band. Laut dem deutschen Ox-Fanzine spielt die Gruppe eine Art Neo-Grunge, ähnlich wie Daylight, Title Fight und Balance & Composure.
Die Liedtexte handeln auf ihrem Debütalbum Youth von persönlichen Erfahrungen, Frustration und der Angst vor dem Erwachsenwerden.

## Diskografie

### Alben
- 2013: Youth
- 2015: Everybody Is Going to Heaven
- 2017: As You Please
- 2021: Life In Your Glass World

### EPs
- 2011: Young States
- 2011: The Only Place I Know (zusammen mit The Fragile Season)

## Nebenprojekte
Sänger Mat Kerekes hat zwischenzeitlich eine Solo-Karriere gestartet und am 12. Juni 2014 seine erste EP über Synergy Records veröffentlicht. Auch ist er der Gründer der Hardcore-Band Power Wrench. Mit dieser Band veröffentlichte er eine Split-EP mit der Band Spitback.